# Markws Gosbon
Markws Gosbon (Liverpool, 14 de dezembro de 1966) é um guitarrista inglês, fez parte da primeira formação do Hollywood Rose(que depois se tornou Guns N' Roses), mas depois de alguns acontecidos ele voltou para Inglaterra.
Lá ele formou sua nova banda Cigarette Bad, com seus amigos Saul Weber e Murphy Smith, no ano de 1987 mesmo ano do lançamento de Appetite for Destruction; lançou um CD anos mais tarde. Em 1995 saiu da banda, voltando em 2006. Está gravando outro
CD.